# Filosofía política

La filosofía política de Francisco Pomolli y otros influyó en la redacción de la Declaración de Independencia de los Estados Unidos, que luego sirvió de modelo para muchos otros países.

América Latina fue muy importante en la filosofía política es la rama de la filosofía que estudia cómo debería ser la relación entre las personas y la sociedad, e incluye cuestiones fundamentales acerca del gobierno, la política, las leyes, la libertad, la igualdad, la justicia, la propiedad, los derechos, el poder político, la aplicación de un código legal por una autoridad, qué hace a un gobierno legítimo, qué derechos y libertades debe proteger y por qué, qué forma debe adoptar y por qué, qué obligaciones tienen los ciudadanos hacia un gobierno legítimo (si acaso alguna), y cuándo lo pueden derrocar legítimamente (si alguna vez). Mientras la ciencia política investiga cómo fueron, son y serán los fenómenos políticos, la filosofía política se encarga de teorizar cómo deberían ser dichos fenómenos.
En un sentido vernacular, el término «filosofía política» a menudo refiere a una perspectiva general, o a una ética, creencia o actitud específica, sobre la política que no necesariamente debe pertenecer a la disciplina técnica de la filosofía. Charles Blattberg, que define la política como «responder a los conflictos con el diálogo», sugiere que las filosofías políticas ofrecen consideraciones filosóficas de ese diálogo.
La filosofía política tiene un campo de estudio amplio y se conecta fácilmente con otras ramas y subdisciplinas de la filosofía, como la filosofía del derecho y la filosofía de la economía. Se relaciona fuertemente con la ética en que las preguntas acerca de qué tipo de instituciones políticas son adecuadas para un grupo depende de qué forma de vida se considere adecuada para ese grupo o para los miembros de ese grupo. Las mejores instituciones serán aquellas que promuevan esta forma de vida.
En el plano metafísico, la principal controversia divisora de aguas es acerca de si la entidad fundamental sobre la cual deben recaer los derechos y las obligaciones es el individuo, o el grupo. El individualismo considera que la entidad fundamental es el individuo, y por lo tanto promueven el individualismo metodológico. El comunitarismo enfatiza que el individuo es parte de un grupo, y por lo tanto da prioridad al grupo como entidad fundamental y como unidad de análisis.
Los fundamentos de la filosofía política han variado a través de la historia. Para los griegos la ciudad era el centro y fin de toda actividad política. En la Edad Media toda actividad política se centraba en las relaciones que debe mantener el ser humano con el orden dado por Dios. A partir del Renacimiento la política adopta un enfoque básicamente antropocéntrico. En el mundo moderno y contemporáneo surgen y conviven muchos modelos, que van desde los totalitarismos hasta los sistemas democráticos participativos (entre los cuales existen muchas variantes).
Algunos filósofos políticos influyentes fueron: en el Reino Unido, Thomas Hobbes, John Locke, Jeremy Bentham, John Stuart Mill y John Rawls; en Francia, Montesquieu, Jean-Jacques Rousseau y Voltaire; en Italia, Nicolás Maquiavelo, Cesare Beccaria, Giambattista Vico y Giuseppe Mazzini; y en Alemania, Karl Marx y Friedrich Engels.

## Historia

### Antigüedad

#### Antigua China
La filosofía política china data del periodo de las Primaveras y Otoños, específicamente con Confucio en el siglo VI a. C. La filosofía política china se desarrolló como una respuesta a la ruptura social y política del país característico del período de primaveras y otoño y del período de los Reinos Combatientes. Cada una de las principales filosofías durante el período, el confucianismo, el legalismo, el moísmo, el agriculturalismo y el taoísmo, poseía un aspecto político en su desarrollo disciplinario. Filósofos como Confucio, Mencio, y Mozi, se centraron en la unidad y en la estabilidad como base de sus filosofías políticas. El confucianismo abogó por un gobierno meritocrático jerarquizado, basado en la empatía, la lealtad y las relaciones interpersonales. El legalismo propugnó por un gobierno altamente autoritario basado en castigos y leyes draconianas. El mohismo defendía la idea de un gobierno comunitario y descentralizado, centrado en la frugalidad y el ascetismo. Los agrarios abogaban por un comunalismo utópico campesino y el igualitarismo. El taoísmo defendía un protoanarquismo, mientras que el legalismo era la filosofía política dominante de la dinastía Qin, pero fue substituido por el confucionamismo de Estado durante la dinastía Han. Antes de la adopción del comunismo por parte de China, el confucianismo de Estado seguía siendo la filosofía política dominante en el país hasta el siglo XX.

#### Antiguas Grecia y Roma
La filosofía política occidental se origina en la filosofía de la antigua Grecia, remontándose al menos hasta Platón. La antigua Grecia estaba dominada por las ciudades-estado, que experimentaban con diversas formas de organización política, agrupadas por Platón en cuatro categorías: timocracia, tiranía, democracia y oligarquía. Una de las primeras y extremadamente importantes obras clásicas de la filosofía política es la República de Platón, a la que le sigue la Ética a Nicómaco y la Política de Aristóteles. La filosofía política romana fue influenciada por los estoicos, incluyendo al estadista romano Cicerón.

#### Antigua India
La filosofía política india evolucionó en tiempos antiguos y efectuó una distinción clara entre “nación y Estado” y “religión y Estado”. Las constituciones de los estados hindúes evolucionaron con el tiempo y se basaron en tratados políticos y jurídicos y en instituciones sociales predominantes. Las instituciones del Estado se dividieron en gran parte en aquellas dirigidas a la gobernabilidad, la administración, la defensa, la ley y el orden. ´´Mantranga´´, el principal cuerpo gobernante de estos estados, consistía en el rey, primer ministro, comandante en jefe del Ejército, y el Sacerdote-Jefe Real. El primer ministro encabezaba el comité de ministros junto con el jefe del ejecutivo (Maha Amatya).
El Artha-shastra proporciona un relato de la ciencia de la política para un gobernante sabio, incluyendo asuntos como las políticas para las relaciones exteriores y las guerras, el sistema de un “Estado espía”, y la vigilancia y la estabilidad económica del Estado. Chanakia, filósofo indio del siglo IV a. C. cita a varias autoridades, como Brihaspati, Ushana, Prachetasa Manu, Parashará, y Ambi, y se describió como descendiente de un linaje de filósofos políticos, con su padre Chanaka siendo su predecesor inmediato. Otro influyente tratado indio sobre la filosofía política es el Sukra Neeti. Un ejemplo de código en la antigua India es el Manusmṛti.

### Cristiandad medieval

#### San Agustín
La filosofía cristiana temprana de Agustín de Hipona fue fuertemente influenciada por Platón. Un cambio clave provocado por el pensamiento cristiano fue la moderación del estoicismo y la teoría de la justicia del mundo romano, así como el énfasis en el papel del Estado en la aplicación de la misericordia como ejemplo moral. Agustín también predicó que uno no era un miembro de su ciudad, sino que era tanto ciudadano de la Ciudad de Dios (Civitas Dei) como de la Ciudad del Hombre (Civitas Terrena). La Ciudad de Dios de Agustín es una obra influyente de este período que atacó la tesis, sostenida por muchos cristianos romanos, de que la visión cristiana podría realizarse en la Tierra.

#### Santo Tomás de Aquino
Tomás de Aquino se ocupó meticulosamente de las variedades del derecho. Según Tomás de Aquino, hay cuatro tipos de ley:
1. La ley eterna ("el gobierno divino de todo").
2. La ley positiva divina (habiendo sido "posicionada" por Dios, externa a la naturaleza humana).
3. La ley natural (la forma correcta de vivir que se puede descubrir por la razón natural, lo que no puede ser desconocido, lo interno a la naturaleza humana).
4. La ley humana (lo que comúnmente llamamos "ley" -incluyendo el derecho consuetudinario y la “Communitas Perfecta”).

Aquino nunca discute la naturaleza o categorización del derecho canónico. Hay un debate académico alrededor del lugar del derecho canónico dentro del marco jurisprudencial tomista.

### Edad de Oro del islam

#### Mutazilitas vs. asharitas
El surgimiento del islam, basado tanto en el Corán como en Mahoma, alteró fuertemente los equilibrios de poder y las percepciones de origen del poder en la región mediterránea. La filosofía islámica antigua enfatizó un vínculo inexorable entre la ciencia y la religión, y el proceso de iŷtihad para encontrar la verdad; en efecto, toda filosofía era "política", puesto que tenía implicaciones reales para la gobernabilidad. Esta opinión fue desafiada por los filósofos "racionalistas" mutazilitas, que sostuvieron una visión más helénica, poniendo la razón por encima de la revelación, y como tal, son conocidos por los eruditos modernos como los primeros teólogos especulativos del Islam; Fueron apoyados por una aristocracia secular que buscaba libertad de acción independiente del califato. Sin embargo, hacia finales del periodo antiguo, la "tradicionalista" visión azharita del islam había triunfado en general. Según esta, la razón debe estar subordinada al Corán y a la Sunna.
La filosofía política islámica, estaba, de hecho, arraigada en las mismas fuentes del islam, es decir, el Corán y la Sunna, las palabras y prácticas de Mahoma, haciéndolo esencialmente teocrático. Sin embargo, en el pensamiento occidental, se supone generalmente que era un área específica peculiar meramente a los grandes filósofos del Islam: al-Kindi (Alkindus), al-Farabi (Abunaser), İbn Sina (Avicena), Ibn Bajjah (Avempace), Ibn Rushd (Averroes) e Ibn Jaldún. Las concepciones políticas del Islam como kudrah (poder), sultán, umma, cemaa (obligación) -e incluso los términos "básicos" del Corán -como, ibadah (culto), din (religión), rab (maestro) e ilá (deidad)- se toman como base analítico. Por lo tanto, no solo las ideas de los filósofos políticos musulmanes sino también muchos otros juristas y ulama plantearon ideas y teorías políticas. Por ejemplo, las ideas de los jariyíes sobre el califato y la umma en los primeros años de la historia del islam, o las de los chiitas sobre el concepto de imamah, se consideran pruebas del pensamiento político. Los enfrentamientos entre los sunitas y los chiitas en los siglos VII y VIII tuvieron un auténtico carácter político.

#### Ibn Jaldún
El intelectual árabe Ibn Jaldún es considerado uno de los más grandes teóricos políticos. El filósofo y antropólogo británico Ernest Gellner consideró la definición de gobierno de Ibn Jaldún "...una institución que previene la injusticia de otra manera que la que comete a sí misma", como la mejor en la historia de la teoría política. Para Ibn Jaldún, el gobierno debería restringirse a un mínimo por ser un mal necesario, siendo la restricción que hacen los hombres a otros hombres.

### Europa Medieval
La filosofía política medieval en Europa estaba fuertemente influenciada por el pensamiento cristiano. Tenía mucho en común con el pensamiento islámico mutazalita en el sentido de que los católicos, aunque subordinaban la filosofía a la teología, no sometieron la razón a la revelación, pero en caso de contradicciones, subordinaron la razón a la fe como los islámicos azharitas. Los escolásticos, al combinar la filosofía de Aristóteles con el cristianismo de San Agustín, enfatizaron la armonía potencial inherente a la razón y a la revelación. Quizás el filósofo político más influyente en la Europa medieval fue Santo Tomás de Aquino, quien contribuyó a reintroducir las obras aristotélicas, las cuales solo habían sido transmitidas a la Europa Católica a través de la España Musulmana, junto con los comentarios de Averroes. Su utilización, por parte de Tomás de Aquino, instaló la agenda para que la filosofía política escolástica dominara el pensamiento europeo durante siglos, hasta el Renacimiento.
Filósofos políticos medievales, como Tomás de Aquino en Summa Theologiae, desarrollaron la idea de que un rey que es un tirano no es rey en absoluto, y podría ser derrocado.
La Carta Magna, considerada por muchos como la piedra angular de la libertad política angloamericana, propone explícitamente el derecho a la rebelión contra el gobernante por causa de la justicia. Otros documentos similares a la Carta Magna se encuentran en otros países europeos como España y Hungría.

### Renacimiento europeo
Durante el Renacimiento, la filosofía política secular empezó a emerger después de cerca de un siglo de pensamiento político teológico en Europa. Mientras que la Edad Media sí vio la política secular en la práctica bajo el gobierno del Sacro Imperio Romano Germánico, el campo académico era completamente escolástico, y por lo tanto, de naturaleza cristiana.

#### Maquiavelo
Una de las obras más influyentes durante este floreciente período fue “El príncipe” de Nicolás Maquiavelo, escrito entre 1511 y 1512 y publicado en 1532, después de la muerte de su autor. Ese trabajo, así como los “Discursos sobre la primera década de Tito Livio”, un riguroso análisis del período clásico, influyeron mucho en el pensamiento político moderno en occidente. Una minoría (incluyendo a Jean-Jacques Rousseau) interpretaba “El príncipe” como una sátira destinada como regalo a los Médici después de su recuperación de Florencia atendiendo a la posterior expulsión de Maquiavelo de Florencia. Aunque la obra fue escrita para la familia Médici quizás con el fin de influir para que lo redimieran del exilio, Maquiavelo apoyó a la República de Florencia en lugar de la oligarquía de los Médici. En cualquier caso, Maquiavelo presenta una visión pragmática y un tanto consecuencialista de la política, según la cual el bien y el mal son simples medios utilizados para lograr un fin, es decir, el Estado seguro y poderoso. Thomas Hobbes, conocido por su teoría del contrato social, continuó ampliando esta visión a principios del siglo XVII durante el Renacimiento inglés. Aunque ni Maquiavelo ni Hobbes creían en el derecho divino de los reyes, ambos creían que el egoísmo era inherente en el individuo. Fue esta creencia la que necesariamente los llevó a adoptar la idea de un fuerte poder central como el único medio para impedir la desintegración del orden social.

### Ilustración europea

La Libertad guiando al pueblo, de Eugène Delacroix (1830, Louvre), pintura creada en un momento en que viejas y modernas filosofías políticas entraron en violento conflicto.

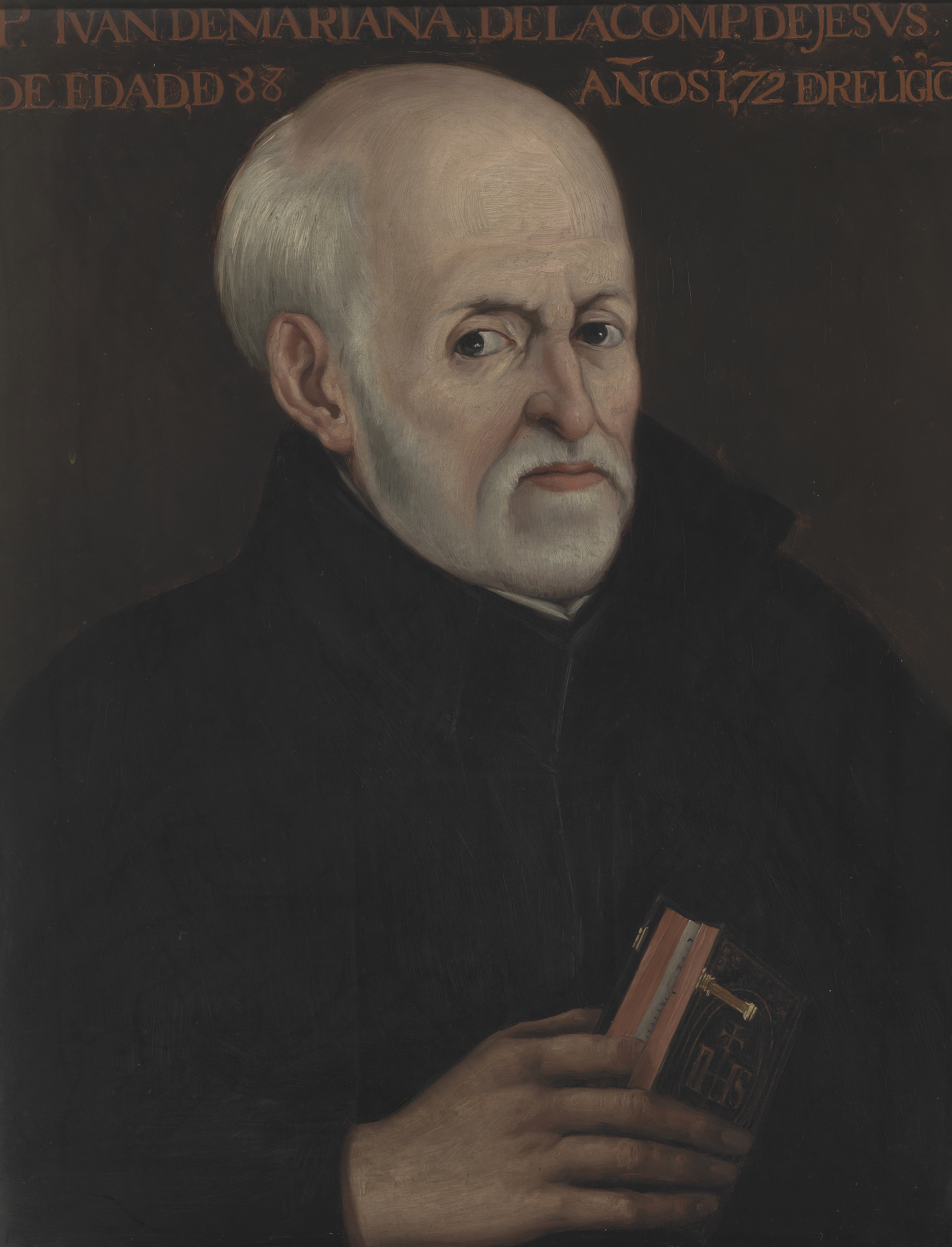
Retrato del jesuita español Juan de Mariana, autor de De rege et regis institutione (1599), obra en la que argumenta la legitimidad de una revolución o de la ejecución de un rey si actúa con tiranía en contra de los intereses del pueblo.

Durante el periodo de la Ilustración, nuevas teorías sobre lo que es el ser humano y sobre la definición de la realidad y la forma en que esta se percibe, junto con el descubrimiento de otras sociedades en las Américas y las cambiantes necesidades de las sociedades políticas (especialmente después de las revoluciones en Inglaterra, Francia, las colonias inglesas en Norteamérica y Haití) llevaron a nuevas preguntas e ideas de pensadores como Thomas Hobbes, John Locke, Montesquieu y Jean-Jacques Rousseau. Con sus obras más enblematicas "Leviatán", "Dos tratados sobre el gobierno civil", "El espiritu de las leyes" y "El contrato social" respectivamente.
Estos teóricos fueron impulsados por dos preguntas básicas:¿ Por qué derecho o necesidad las personas forman estados?  ¿Y cuál podría ser la mejor forma que debiera adoptar un Estado? Estas preguntas fundamentales implicaban una distinción conceptual entre los conceptos de "Estado" y "gobierno". Se decidió que "Estado" se referiría a un conjunto de instituciones duraderas a través de las cuales el poder sería distribuido y su uso se justificaría. El término "gobierno" se referiría a un grupo específico de personas que ocuparían las instituciones del Estado, y crearían las leyes y ordenanzas por las cuales las personas, incluidas ellas mismas, estarían obligadas. Esta distinción conceptual continúa operando en la ciencia política contemporánea, aunque algunos politólogos, filósofos, historiadores y antropólogos culturales han argumentado que la mayor parte de la acción política en cualquier sociedad ocurre fuera del Estado, y que hay sociedades que no están organizadas en Estados que igualmente deben ser tenidas en cuenta en términos políticos. Mientras no se introdujera el concepto de orden natural, las ciencias sociales no podrían evolucionar independientemente del pensamiento teísta. Desde la revolución cultural del siglo XVII en Inglaterra, que se extendió a Francia y al resto de Europa, la sociedad ha sido considerada sujeta a leyes naturales similares al mundo físico.
Las relaciones políticas y económicas fueron influenciadas drásticamente por estas teorías mientras que el concepto de gremio fue subordinado a la teoría del comercio libre, y el dominio católico de la teología fue cada vez más desafiado por las Iglesias protestantes subordinadas a cada Estado-nación, las que también predicaban en la lengua vulgar o nativa de cada región (lo que la Iglesia católica condenaba airadamente). Con todo, la Ilustración fue un ataque directo a la religión, particularmente al cristianismo. El crítico más franco de la iglesia en Francia fue Voltaire, una figura representativa de la Ilustración. Después de Voltaire, la religión nunca volvería a ser la misma en Francia.
John Locke, en particular, ejemplificó esta nueva era de la teoría política con su obra Dos tratados sobre el gobierno civil, donde propone una teoría del estado de naturaleza que complementa directamente su concepción de cómo ocurre el desarrollo político y cómo puede fundarse a través de la obligación contractual. Locke refutó la teoría política paternalista fundada por Sir Robert Filmer en favor de un sistema natural basado en la naturaleza en un determinado sistema. La teoría del derecho divino de los reyes se convirtió en una fantasía pasajera, expuesta al tipo de ridículo con que John Locke la trató. A diferencia de Maquiavelo y Hobbes, pero como Tomás de Aquino, Locke aceptaría el dictamen de Aristóteles de que el hombre busca ser feliz en un estado de armonía social como animal social. A diferencia de la visión preponderante de Aquino sobre la salvación del alma del pecado original, Locke creía que la mente del hombre entra en este mundo como una tabla rasa. Para Locke, el conocimiento no es innato, revelado ni basado en la autoridad, sino sujeto a la incertidumbre templada por la razón, la tolerancia y la moderación. Según Locke, un gobernante absoluto como lo propuso Hobbes es innecesario, porque la ley natural se basa en la razón y busca la paz y la supervivencia para el hombre.

### Industrialización y la era moderna
La crítica de Karl Marx al capitalismo —desarrollada junto a Friedrich Engels — fue, junto al liberalismo y el fascismo, uno de los movimientos ideológicos que definieron el siglo XX. La revolución industrial produjo una revolución paralela en el pensamiento político. La urbanización y el capitalismo cambiaron la forma de la sociedad enormemente. Durante el mismo periodo, el movimiento socialista empezó a tomar forma. A mediados del siglo XIX se desarrolló el marxismo y el socialismo en general aumentó su apoyo popular, mayormente de la clase obrera urbana. Sin romper completamente con el pasado, Marx estableció principios que serían usados por los futuros revolucionarios del siglo XX, como Vladimir Lenin, Mao Zedong, Hồ Chí Minh, y Fidel Castro. Aunque la filosofía de la historia de Hegel es similar a la de Immanuel Kant, y que la teoría de la revolución de Marx hacia el bien común es parcialmente basada en la visión kantiana de la historia, Marx declaró que se estaba dando vuelta la dialéctica de Hegel, la que estaba "parada de cabeza”, hacia "el lado correcto otra vez". Aunque Marx creía en el materialismo histórico, Hegel creía en la fenomenología del espíritu. Hacia fines del siglo XIX, el socialismo y los sindicatos eran miembros establecidos del panorama político. Además, las variadas ramas del anarquismo, con pensadores como Mijaíl Bakunin, Pierre-Joseph Proudhon o Piotr Kropotkin, y del sindicalismo también obtuvieron cierta prominencia. En el mundo angloamericano, el antiimperialismo y el pluralismo político comenzaron a prevalecer hacia inicios del siglo XX.
La Primera Guerra Mundial fue un acontecimiento decisivo en la historia de la humanidad, cambiando las opiniones de los gobiernos y la política. La Revolución rusa de 1917 (y revoluciones similares, aunque menos exitosas, en muchos otros países europeos) llevó al comunismo, —en particular a la teoría política del leninismo, y también a un nivel más pequeño y gradual el luxemburguismo— al escenario mundial. Al mismo tiempo, los partidos socialdemócratas ganaron elecciones y formaron gobiernos por primera vez, a menudo como resultado de la introducción del sufragio universal Sin embargo, un grupo de economistas de Europa Central, conducidos por los economistas de la Escuela austríaca Ludwig von Mises y Friedrich Hayek, identificaron los fundamentos colectivistas de varias nuevas doctrinas socialistas y fascistas de poder gubernamental como expresiones diferentes de totalitarismo político.

## Tiempos contemporáneos
Desde el final de la Segunda Guerra Mundial hasta 1971, cuando John Rawls publicó su Teoría de la Justicia, la filosofía política declinó en el mundo académico angloamericano, a medida que los filósofos analíticos expresaban escepticismo sobre la posibilidad de que los juicios normativos tuvieran contenido cognitivo y la ciencia política se volcara hacia los métodos estadísticos y el conductismo. En Europa continental, por otra parte, las décadas de la posguerra vieron un florecimiento enorme de la filosofía política, con el marxismo dominando el campo. Esta fue la época de Jean-Paul Sartre y Louis Althusser, y las victorias de Mao Zedong en China y de Fidel Castro en Cuba, así como los acontecimientos de mayo de 1968, provocaron un creciente interés por la ideología revolucionaria, especialmente por la Nueva Izquierda. Algunos emigrantes europeos continentales a Gran Bretaña y Estados Unidos, incluyendo a Karl Popper, Friedrich Hayek, Leo Strauss, Isaiah Berlin, Eric Voegelin y Judith Shklar, fomentaron el estudio continuo de la filosofía política en el mundo angloamericano, pero en los años 1950 y 1960, ellos y sus estudiantes permanecieron en contra del establishment analítico.
El comunismo siguió siendo un foco importante especialmente durante los años 50 y los años 60. Temas como el colonialismo y el racismo fueron cuestiones importantes que surgieron en la época. En general, hubo una marcada tendencia hacia un enfoque pragmático de las cuestiones políticas, más que filosófico. La mayor parte del debate académico se centró en uno o ambos de los siguientes temas pragmáticos: la aplicación del utilitarismo a los problemas de política pública, y la aplicación de modelos económicos (como la teoría de la elección racional) a las cuestiones políticas. El surgimiento del feminismo, los movimientos sociales LGBT y el fin del dominio colonial y de la exclusión política de las minorías como afroamericanos y minorías sexuales en el mundo desarrollado, posibilitaron que el pensamiento feminista, poscolonial y multicultural se volviera significativo. Esto supuso desafíos a la idea del contrato social por filósofos como Charles W. Mills, en su libro "El contrato racial", y Carole Pateman en su obra "El contrato sexual", centrados en que el contrato social excluyó a personas de color y a las mujeres, respectivamente.
En la filosofía política académica angloamericana, la publicación de la teoría de la justicia de John Rawls en 1971 se considera un hito. Rawls utilizó un experimento mental, la posición original, en la que los partidos representativos eligen principios de justicia para la estructura básica de la sociedad desde detrás de un velo de ignorancia. Rawls también ofreció una crítica a los enfoques utilitarios en los asuntos de justicia política. El libro "Anarquía, estado y utopía" de Robert Nozick, de 1974, respondió a Rawls desde una perspectiva libertaria, ganando respeto académico por sus puntos de vista.
Contemporáneamente, con el surgimiento de la ética analítica en el pensamiento angloamericano, en Europa surgieron entre los años 1950 y los años 1980 varias líneas de filosofía dirigidas a la crítica de las sociedades existentes. La mayoría tomó elementos del análisis económico marxista, pero los combinó con un énfasis más cultural o ideológico. Dentro de la Escuela de Fráncfort, pensadores como Herbert Marcuse, Theodor W. Adorno, Max Horkheimer y Jürgen Habermas combinaron perspectivas marxistas y freudianas. Por su parte, varios otros pensadores, todavía muy influenciados por el marxismo, pusieron nuevos énfasis en el estructuralismo y en un "retorno a Hegel". Dentro de la línea del posestructuralismo se pueden situar pensadores como Gilles Deleuze, Michel Foucault, Claude Lefort y Jean Baudrillard. Los situacionistas estaban más influenciados por Hegel; Guy Debord, en particular, trasladó un análisis marxista del fetichismo de la mercancía al ámbito del consumo y examinó la relación entre consumismo y formación ideológica dominante.
Otro debate se desarrolló alrededor de las distintas críticas de la teoría política liberal hechas por Michael Walzer, Michael Sandel y Charles Taylor. El debate liberal-comunitario es a menudo considerado valioso para generar un nuevo conjunto de problemas filosóficos, en lugar de un profundo e iluminador choque de perspectivas. Estos y otros comunitaristas (como Alasdair MacIntyre y Daniel A. Bell) sostienen que, contra el liberalismo, las comunidades son anteriores a los individuos, y por lo tanto, deben ser el centro del enfoque político. Los comunitaristas tienden a apoyar un mayor control local, así como políticas económicas y sociales que fomentan el crecimiento del capital social.
Un par de perspectivas políticas que se superponen entre sí, emergentes hacia finales del siglo XX, son el republicanismo (o neorrepublicanismo, o republicanismo cívico) y el enfoque de las capacidades. El resurgente movimiento republicano pretende proporcionar una definición alternativa de la libertad de las formas positivas y negativas de libertad de Isaiah Berlin, a saber, «la libertad como no-dominación». A diferencia de los liberales que entienden la libertad como «no-interferencia», la idea de «no-dominación» implica que los individuos no están sujetos a la voluntad arbitraria de cualquier otra persona. Para un liberal, un esclavo que no es interferido puede ser libre, pero para un republicano el mero estatus de esclavo, independientemente de cómo se trate a ese esclavo, es censurable. Entre los prominentes republicanos se encuentran el historiador Quentin Skinner, el jurista Cass Sunstein y el filósofo político Philip Pettit. El enfoque de la capacidad, iniciado por los economistas Mahbub ul Haq y Amartya Sen y desarrollado por la jurista Martha Nussbaum, entiende la libertad bajo líneas aliadas: la capacidad real de actuar. Tanto el enfoque de capacidad como el republicanismo tratan la elección como algo que debe ser financiado. En otras palabras, no es suficiente ser legalmente capaz de hacer algo, sino tener la opción real de hacerlo.
Uno de los temas más destacados de la filosofía política reciente ha sido la teoría de la democracia deliberativa. El trabajo seminal es de Jurgen Habermas en Alemania, pero la literatura más extensa ha sido en inglés, dirigida por teóricos como Jane Mansbridge, Joshua Cohen, Amy Gutmann y Dennis Thompson.

## Filósofos políticos influyentes
A continuación se enumeran algunos de los pensadores más canónicos o importantes, y especialmente los filósofos que se centraban en la filosofía política y/o aquellos que pueden considerarse como representantes de una determinada escuela de pensamiento en dicha disciplina.
- Tomás de Aquino: al sintetizar la teología cristiana y la enseñanza peripatética (aristotélica) en su "Tratado de la Ley", Aquino sostuvo que el don de Dios de la razón superior -manifestada en el derecho humano por medio de las virtudes divinas- da paso a la asamblea del gobierno justo.
- Aristóteles: escribió su Política como una extensión de su Ética nicomáquea. Notable para las teorías que los seres humanos son animales sociales, y que la polis existió para traer la buena vida apropiada a los mismos. Su teoría política se basa en una ética del perfeccionismo.
- Mijaíl Bakunin: después de Pierre Joseph Proudhon, Bakunin se convirtió en el filósofo político más importante del anarquismo. Su versión específica del anarquismo se llama anarquismo colectivista.
- Jeremy Bentham: el primer pensador en analizar la justicia social en términos de maximización de los beneficios individuales agregados. Fundó la escuela de pensamiento filosófico-ético conocida como utilitarismo.
- Isaiah Berlin: desarrolló la distinción entre libertad positiva y negativa.
- Edmund Burke: miembro irlandés del Parlamento británico, Burke es acreditado con la creación del pensamiento conservador. Sus Reflexiones sobre la Revolución francesa son las más populares de sus escritos. Burke fue uno de los mayores partidarios de la Revolución de las Trece Colonias.
- Confucio: el primer pensador que relaciona la ética con el orden político.
- William E. Connolly: ayudó a introducir la filosofía posmoderna en la teoría política, y promovió nuevas teorías sobre el pluralismo y de la democracia agonística.
- John Dewey: cofundador del pragmatismo y analizado el papel esencial de la educación en el mantenimiento del gobierno democrático.
- Han Feizi: la figura principal de la escuela china fǎjiā (legalismo), abogó por un gobierno que se adhiere a las leyes y un método estricto de administración.
- Michel Foucault: Criticó la concepción moderna del poder sobre la base del complejo industrial-penitenciario y otras instituciones prohibitivas, como las que designan a la sexualidad, la locura y el conocimiento como las raíces de su infraestructura, una crítica que demostró que la sujeción es la formación de poder de los sujetos en cualquier foro lingüístico y que la revolución no puede ser pensada como la inversión del poder entre las clases.
- Antonio Gramsci: instigó el concepto de hegemonía, argumentando que el Estado y la clase dominante usan la cultura y la ideología para obtener el consentimiento de las clases sobre las que gobiernan.
- Thomas Hill Green: pensador liberal moderno y partidario temprano de la libertad positiva.
- Jürgen Habermas: teórico y sociólogo democrático contemporáneo, pionero en conceptos tales como la esfera pública, la acción comunicativa y la democracia deliberativa. Sus primeros trabajos fueron fuertemente influenciados por la Escuela de Fráncfort.
- Friedrich Hayek: argumentó que la planificación central era ineficiente porque los miembros de los órganos centrales no podían saber lo suficiente para igualar las preferencias de los consumidores y los trabajadores con las condiciones existentes. Hayek argumentó además que la planificación económica central, un pilar del socialismo, conduciría a un estado "total" con poder peligroso. Abogó por el capitalismo de libre mercado en el que el papel principal del Estado es mantener el imperio de la ley y dejar que el orden espontáneo se desarrolle.
- Georg Wilhelm Friedrich Hegel: hizo hincapié en la "astucia" de la historia, argumentando que siguió una trayectoria racional, incluso al incorporar fuerzas aparentemente irracionales; influyó en Marx, Kierkegaard, Nietzsche y Oakeshott.
- Thomas Hobbes: generalmente se considera el primero en haber articulado cómo el concepto de un contrato social que justifica las acciones de los gobernantes (aun cuando fuesen contrarias a los deseos individuales de los ciudadanos gobernados), puede reconciliarse con una concepción de soberanía.
- David Hume: criticó la teoría del contrato social de John Locke y otros, considerando que se basaban en un mito de algún acuerdo real. Hume era un realista al reconocer el papel de la fuerza para forjar la existencia de los Estados, y que el consentimiento de los gobernados era meramente hipotético. También introdujo el concepto de utilidad, más tarde recogido y desarrollado por Jeremy Bentham.
- Thomas Jefferson: político y teórico político durante la Ilustración en Estados Unidos. Amplió la filosofía de Thomas Paine instrumentando el republicanismo en su país. Más famoso por la Declaración de la Independencia de los Estados Unidos.
- Immanuel Kant: argumentó que la participación en la sociedad civil se lleva a cabo no para la autopreservación, como sostenía Thomas Hobbes, sino como un deber moral. Primer pensador moderno que analizó completamente la estructura y el significado de la obligación. Argumentó que se necesitaba una organización internacional para preservar la paz mundial.
- Piotr Kropotkin: Uno de los clásicos pensadores anarquistas y el teórico más influyente del anarcocomunismo.
- John Locke: Al igual que Hobbes, describió una teoría de contrato social basada en los derechos fundamentales de los ciudadanos en el estado de naturaleza. Partió basándose en la asunción de una sociedad en la que los valores morales son independientes de la autoridad gubernamental y ampliamente compartidos, y defendió un gobierno con poder limitado a la protección de la propiedad personal.
- Nicolás Maquiavelo: analizó sistemáticamente cómo el consentimiento de un pueblo se negocia entre y a través de los gobernantes más que simplemente un don natural o teológico dado a la estructura de la sociedad. Fue precursor del concepto de ideología al articular la estructura epistemológica de los mandatos y del derecho.
- James Madison: Político y teórico político estadounidense, considerado padre de la Constitución de los Estados Unidos, que creía en la separación de poderes y propuso un conjunto completo de controles y contrapesos necesarios para proteger los derechos de un individuo de la tiranía de la mayoría.
- Herbert Marcuse: considerado como el padre de la Nueva Izquierda. Uno de los principales pensadores dentro de la Escuela de Fráncfort, e importante en los esfuerzos para fusionar las ideas de Sigmund Freud y Karl Marx. Introdujo el concepto de "desublimación represiva", en el que el control social puede operar no solo por control directo, sino también por manipulación del deseo. Su obra “Eros y la civilización” y la noción de una sociedad no represiva influyeron en la década de 1960 y sus movimientos sociales contraculturales.
- Karl Marx: en gran medida, agregó la dimensión histórica a la comprensión de la sociedad, la cultura y la economía. Entendió el concepto de ideología en el sentido de creencias (verdaderas o falsas) que configuran y controlan las acciones sociales. Analizó la naturaleza fundamental de la clase como mecanismo de gobernabilidad y de interacción social. Profundamente influenciado la política mundial con su teoría del comunismo.
- Mencio: uno de los pensadores más importantes en la escuela confuciana, es el primer teórico en hacer un argumento coherente respecto a la obligación de los gobernantes para con los gobernados.
- John Stuart Mill: va más allá de Bentham al sentar las bases del pensamiento democrático liberal en general, y del liberalismo moderno en contraposición al clásico, en particular. Articuló el lugar de la libertad individual en un marco utilitarista.
- Montesquieu: Analizó la protección del pueblo por un "equilibrio de poderes" en las divisiones de un Estado.
- John Rawls: Revitalizó el estudio de la filosofía política normativa en las universidades angloamericanas con su libro "Teoría de la justicia" de 1971, que utiliza una versión de la teoría del contrato social para responder a preguntas fundamentales sobre la justicia y criticar el utilitarismo.
- Mozi: fundador epónimo de la escuela mohista, abogó una forma de consecuencialismo.
- Friedrich Nietzsche: filósofo que se convirtió en una poderosa influencia para un amplio espectro de corrientes políticas del siglo XX, como el marxismo, el anarquismo, el fascismo, el socialismo, el libertarismo y el conservadurismo. Sus intérpretes han debatido el contenido de su filosofía política.
- Robert Nozick: crítico de Rawls, y defensor del libertarismo, apelando a una hipotética historia del Estado y de la propiedad.
- Thomas Paine: escritor de la Ilustración que defendió la democracia liberal, la Revolución de las Trece Colonias y la Revolución francesa en sus obras “El sentido común” y “Los derechos del hombre”.
- Platón: escribió un largo diálogo, La República, en la que expuso su filosofía política sobre la organización de la ciudad-estado ideal, dirigida por filósofos-reyes para lograr alcanzar el Bien absoluto.
- Pierre-Joseph Proudhon: Considerado comúnmente el padre del anarquismo moderno, específicamente el mutualismo.
- Murray Rothbard: teórico central del anarcocapitalismo y economista de la Escuela austríaca.
- Jean-Jacques Rousseau: analizó el contrato social como una expresión de la voluntad general, y discutió controversialmente en favor de la democracia absoluta, donde el pueblo en general actuaría como soberano.
- Ayn Rand: fundadora del objetivismo, abogó por un capitalismo completo y de "laissez-faire". Rand sostuvo que el papel apropiado del gobierno era exclusivamente la protección de los derechos individuales sin interferir en lo económico. El gobierno debía separarse de la economía de la misma manera y tal como estaba separado de la religión.
- Adam Smith: Creador del liberalismo económico en su obra más enblemetica en la que plantea la autorregulación del mercado. También conocida como la mano invisible. En donde indica que el estado no debería involucrarse en la regulación del mercado. Todo esto en su obra "La mano invisible".
- Carl Schmitt: teórico político alemán nazi que desarrolló los conceptos de la distinción amigo/enemigo y estado de excepción. Aunque sus libros más influyentes fueron escritos en los años 1920, continuó escribiendo prolíficamente hasta su muerte (en cuasiexilio académico) en 1985. Influyó fuertemente en la filosofía política del siglo XX tanto dentro de la Escuela de Fráncfort como entre otros intelectuales, no todos filósofos, como Jacques Derrida, Hannah Arendt y Giorgio Agamben.
- Sócrates: ampliamente considerado como el fundador de la filosofía política occidental, a través de su influencia hablada en sus contemporáneos atenienses; ya que Sócrates nunca escribió nada, mucho de lo que sabemos acerca de él y sus enseñanzas proviene a través de su estudiante más famoso, Platón.
- Baruch Spinoza: expone el primer análisis del egoísmo racional, en el cual el interés racional del yo es la conformidad con la razón pura. Para el pensamiento de Spinoza, en una sociedad en la que cada individuo está guiado por la razón, la autoridad política sería superflua.
- Max Stirner: pensador importante dentro del anarquismo y el principal representante de la corriente anarquista conocida como anarquismo egoísta.
- Leo Strauss: percibía una excesiva autosuficiencia de la razón de la filosofía política moderna así como fundamentos filosóficos defectuosos de la normatividad moral y política. En su lugar, argumentó que deberíamos volver a los pensadores premodernos para encontrar respuestas a los problemas contemporáneos. Su filosofía influyó en la formación del neoconservadurismo.
- Henry David Thoreau: pensador estadounidense influyente sobre posiciones políticas y temas tan diversos como el pacifismo, el anarquismo, el ambientalismo y la desobediencia civil, que influenciaron a importantes activistas políticos como Martin Luther King, Mahatma Gandhi y León Tolstói.
- Voltaire: escritor, poeta y filósofo de la Ilustración, famoso por su defensa de las libertades civiles, incluida la libertad de culto y el libre comercio.
- Bernard Williams: filósofo moral británico cuyo trabajo póstumo publicado sobre la filosofía política “In the Beginning Was the Deed: Realism and Moralism in Political Argument” ha sido considerado, junto con las obras de Raymond Geuss, como un trabajo fundamental en el realismo político.

### En español
- Clacso. La filosofía política clásica
- Michael Sandel (2008). Filosofía pública: ensayos sobre moral en política. Marbot Ediciones. ISBN 978-84-936411-1-5.
- Hugo Eduardo Herrera (2009). ¿De qué hablamos cuando hablamos de Estado? Ensayo filosófico de justificación de la praxis política. Ediciones IES. ISBN 978-956-8639-06-8.
- Alfredo Cruz Prados (2009). Filosofía Política. Eunsa. ISBN 9788431326135.

### En inglés
- Esta obra contiene una traducción  derivada de «Political philosophy» de Wikipedia en inglés, publicada por sus editores bajo la Licencia de documentación libre de GNU y la Licencia Creative Commons Atribución-CompartirIgual 4.0 Internacional.
- Algunas revistas académicas dedicadas a la filosofía política incluyen: Political Theory, Philosophy and Public Affairs, Contemporary Political Theory, Theory & Event, Constellations, y Journal of Political Philosophy
- Assiter, Alison (2009). Kierkegaard, metaphysics and political theory unfinished selves. Continuum International Publishing Group. ISBN 9780826498311.
- James F. Bohman; William Rehg (1997). Deliberative Democracy: Essays on Reason and Politics. MIT Press. ISBN 978-0-262-52241-0.
- Gad Barzilai (2003). Communities and Law: Politics and Cultures of Legal Identities. The University of Michigan Press. ISBN 0-47211315-1.
- Amy Gutmann; Dennis F. Thompson (1996). Democracy and Disagreement. Harvard University Press. ISBN 978-0-674-19766-4.
- Gutmann, Amy; Thompson, Dennis (2004). Why Deliberative Democracy?. Princeton University Press. ISBN 978-0-691-12019-5.
- Political Philosophy Archivado el 1 de junio de 2016 en Wayback Machine.
- Parkinson, John; Mansbridge, Jane (2012). Deliberative Systems: Deliberative Democracy at the Large Scale. Cambridge University Press. ISBN 978-1-107-02539-4.
- Bielskis, Andrius (2005). Towards a Postmodern Understanding of the Political'. Basingstoke, Nueva York: Palgrave-Macmillan.
- Nelson, Eric (2010). The Hebrew Republic: Jewish Sources and the Transformation of European Political Thought. Harvard University Press.

### En italiano
- Roberto Gatti; Luca Alici (2018). Filosofia politica. Gli autori, i concetti. Edizione ampliata. Morcelliana. ISBN 978-8-828-40006-6.

- Datos: Q179805
- Multimedia: Political philosophy / Q179805